# Bugatti EB110
La Bugatti EB110 est une voiture de sport produite par le constructeur automobile français Bugatti. Son nom est un hommage au fondateur de la marque, Ettore Bugatti, dont l'EB110 marque le 110e anniversaire de la naissance. Elle est présentée le 15 septembre 1991 sous l'arche de la Défense, près de Paris.

## Historique
La Bugatti EB 110 est le premier véhicule de la société depuis la reprise de la marque Bugatti par Romano Artioli en 1987 et la création en 1989 de Bugatti Automobili SpA. L'EB 110 a été présenté le 15 septembre 1991, célébrant le 110e anniversaire de la naissance d'Ettore Bugatti, et produite à partir de 1992. L'EB 110 a été la première voiture produite depuis 1956, relançant dès lors cette marque automobile légendaire. 

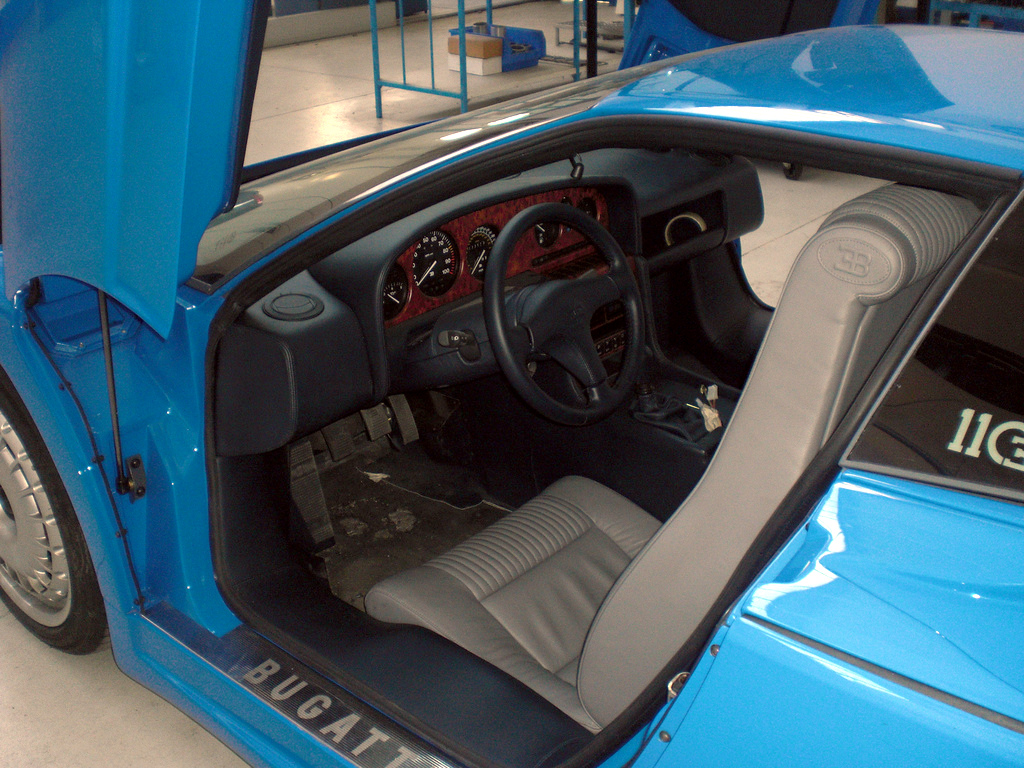
L'habitacle de la EB110, en version GT.

Au début de l'année 1994, Michael Schumacher, achète une EB 110 Super Sport de couleur jaune banane, faisant par là même une grande publicité à la marque et au modèle. Derek Hill, fils du champion de Formule 1 Phil Hill, fut l'un des trois pilotes de l'équipe à disputer sur une EB 110, les 24 Heures de Daytona aux États-Unis en 1996. Malheureusement, la crise financière ainsi que la chute du marché de la voiture de sport qui frappe le secteur au début des années 1990 aura raison de la EB 110 et du site de Campogalliano.  En effet, déjà fragilisée par un système de vente voulu par le fait d'une production limitée annuellement (ce qui a fait fuir plusieurs acheteurs potentiels vers la concurrence) et donc après que la demande ait drastiquement chuté (ce malgré les performances et les qualités dynamiques reconnues de la EB 110) la production est arrêtée et en 1995 la Bugatti Automobili SpA est déclarée en faillite.
Après la disparition de la marque tout ce qui se trouve encore à l'usine Campogaliano est mis en vente et les stocks de pièces de la EB110 de l'entreprise Bugatti Automobili SpA sont rachetés par différentes sociétés. Ces rachats auront pour conséquence de donner naissance aux derniers exemplaires non encore achevés par Bugatti Automobili Spa.
L'usine de Campogaliano est quant à elle revendue à un fabricant de meubles mais qui pour cause de faillite ne viendra jamais s'y installer et l'usine restera à l'abandon.
- Volkswagen Group acquiert le nom et les signes distinctifs ainsi qu'un prototype qui servira plus tard de mulet à la Bugatti Veyron. Ils installent Bugatti à Molsheim sur ses terres ancestrales dans une toute nouvelle usine.
- Monaco Racing Team : acquiert deux prototypes d'EB110. C'est avec une de ces voitures qu'un pilote professionnel battit le record de vitesse sur glace. Il acquit également les trois Bugatti EB112 en cours de construction qu'il acheva.
- Dauer Group, acquiert les châssis d'EB110 non encore achevés ainsi que le logo. Dauer terminera d'assembler 4 châssis selon le cahier des charges d'Artioli et son équipe (1GT et 3 SS) et assemblera également six autres châssis plus personnalisés ceux-là.  En effet sur ces six derniers châssis des modifications moteur (la puissance allant de 645 à 705ch) et un allègement important (200 kg furent gagnés) furent appliqués. Ils créèrent même un exemplaire muni de seulement deux roues motrices.
- B.Engineering : acquiert six voitures terminées dont un prototype. C'est sur cette base qu'ils vont créer en 2001 l'Edonis qui est une évolution moderne de l'EB110.  Son moteur est poussé à près de 680 ch. L'objectif était d'en vendre une vingtaine d'exemplaires mais l'Edonis ne fut jamais produite malgré son énorme potentiel. En effet seuls deux exemplaires auraient vu le jour dont un prototype. A noter que B.Engineering possède aujourd'hui un petit local a deux pas de l'ancienne usine de Campogalliano ou de nombreux propriétaires d'EB110 réalisent l'entretien de leurs voitures.

Lors d'une interview vidéo (VOST), Loris Bicocchi, le pilote d'essai des Bugatti Veyron et Chiron mais surtout anciennement le pilote d'essai et de développement de l'EB110 confie : « L'ultime voiture qui m'arracha quelques larmes fut l'EB110 SuperSport. À la fin du monde, parce que pour moi, si le monde automobile s'arrête, ce serait la fin du monde, j'aimerais mourir dans cette voiture, être assis et regarder le monde tomber ».

## Les différentes versions

### Finitions
La Bugatti EB 110 est disponible en deux modèles : la Bugatti EB 110 GT (pour « Gran Turismo ») et la Bugatti EB 110 SS (pour « Super Sport »).

#### GT
Version « de base », d'une puissance de 560 ch à 8 000 tr/min, mue par un moteur V12 à 60 degrés et à quatre turbos d'une cylindrée de 3,5 litres. Elle est, à l'époque, l'une des voitures les plus performantes au monde. La voiture était proposée au prix de 2 964 000 FF.

#### SS

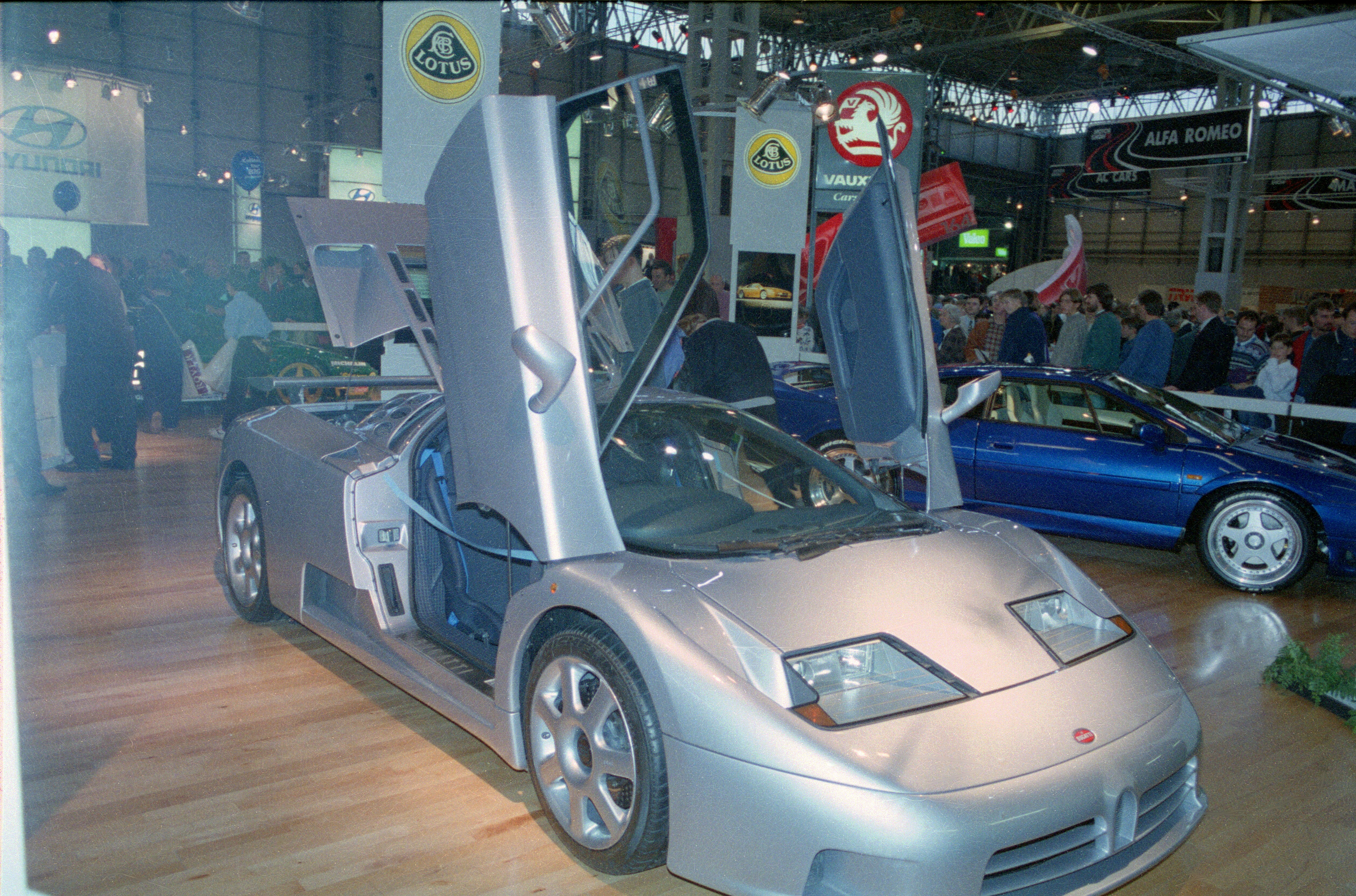
Prototype de la EB110 SS.

Un modèle plus puissant et plus léger, apparu en 1992, avec une puissance de 603 ch (450 kW) à 8250 tr/min. Dénommée « EB110 SS » (SS pour « Super Sport »), cette voiture est capable d'atteindre une vitesse de pointe de 355 km/h et couvre le 0 à 100 km/h en 3,26 secondes. 31 exemplaires de l'EB 110 SS ont été produits et 95 de sa version GT, auxquels s'ajoutent 13 prototypes, ce qui amène à un total de 139 exemplaires.

## Caractéristiques

### Chaîne cinématique

#### Motorisations
La Bugatti EB 110 est équipée d'un moteur 12 cylindres en V disposés à 60 degrés, disposé en position longitudinale sur l'essieu arrière. Il dispose de 5 soupapes par cylindre, actionnées par deux arbres à cames en tête (2 par rangée de cylindres) entraînés par deux engrenages. Quatre turbocompresseurs de marque Ishikawajima-Harima assurent la suralimentation du moteur dont la cylindrée s'élève à 3 500 cm3.
Entre le moteur et les sièges, un petit coffre d'une capacité de 72 litres a été placé.
Le taux de compression est de 7,8:1. La puissance du moteur varie sur les deux modèles.
- Le moteur de l'EB 110 GT développe 411 kW (560 ch) à 8000 tr/min et délivre un couple maximum de 611 N m à 4200 tr/min. La pression de suralimentation est de 1,05 bar.
- Le moteur de l'EB 110 SS développe 450 kW (611 ch) à 8250 tr/min et délivre un couple maximum de 650 N m à 4200 tr/min. La pression de suralimentation est de 1,2 bar. Certains composants mécaniques de ce moteur (et de la transmission) sont en magnésium et en titane.

Les huit convertisseurs catalytiques qui équipent l'EB110 SS ont été modifiés pour l'exportation sur le marché américain. Cela entraîne une légère modification des performances du moteur. 
- Le moteur pour ce modèle d'exportation fournit 441 kW (600 ch) à 8250 tr/min et délivre un couple maximal de 626 N m. La pression de suralimentation diminue légèrement, à 1,1 bar.

| Modèle et boîte  | Construction | Moteur            | Cylindrée         | Performance                    | Couple                 | 0 à 100 km/h | Vitesse maximale | Consommation  |
| ---------------- | ------------ | ----------------- | ----------------- | ------------------------------ | ---------------------- | ------------ | ---------------- | ------------- |
| Bugatti EB110 GT | 1991 - 1994  | 12 cylindres en V | 3 499 cm3 (3,5 L) | 405 kW (550 ch) à 8 000 tr/min | 611 N m à 4 200 tr/min | 3,46 s       | 342 km/h         | 17,3 L/100 km |
| Bugatti EB110 SS | 1992 - 1995  | 12 cylindres en V | 3 499 cm3 (3,5 L) | 441 kW (600 ch) à 8 250 tr/min | 650 N m à 4 200 tr/min | 3,26 s       | 355 km/h         | 17,3 L/100 km |

### Mécanique
C'est la société Messier-Bugatti, spécialisée dans les trains d'atterrissage et le système de freinage de la quasi-totalité des avions étudiés et développés en France et à l'étranger depuis la naissance de l'aviation qui s'est vu confier le projet de mise au point des suspensions de l'auto. Curieusement, comparées au reste de la voiture, les suspensions adoptent un schéma classique. Une suspension entièrement hydraulique fut étudiée un temps, mais par la suite abandonnée car trop coûteuse et longue à développer. Carbone Industrie, spécialiste des freins en carbone utilisés en Formule 1, avait alors commencé une étude pour en équiper l'EB110. Mais en attendant la mise au point définitive, qui ne viendra jamais sur l'EB110, ce sont quatre gros freins à disques ventilés en fonte, de marque Brembo, qui sont choisis pour assurer le freinage. Les roues dont  les jantes BBS en fonte de magnésium, d'une taille de 9 J x 18 à l'avant et 12 J x 18 à l'arrière, sont guidées par une suspension à bras triangulé transversal à l'avant et à double bras triangulé transversal à l'arrière.
Enfin, Michelin a développé un pneu MXX3 spécifique qui offraient alors la meilleure résistance aux contraintes de l'énorme puissance, tout en conservant des qualités de confort et d'adhérence adaptées à la transmission intégrale de la voiture.
Un recensement des voitures est même effectué.

### Châssis et carrosserie

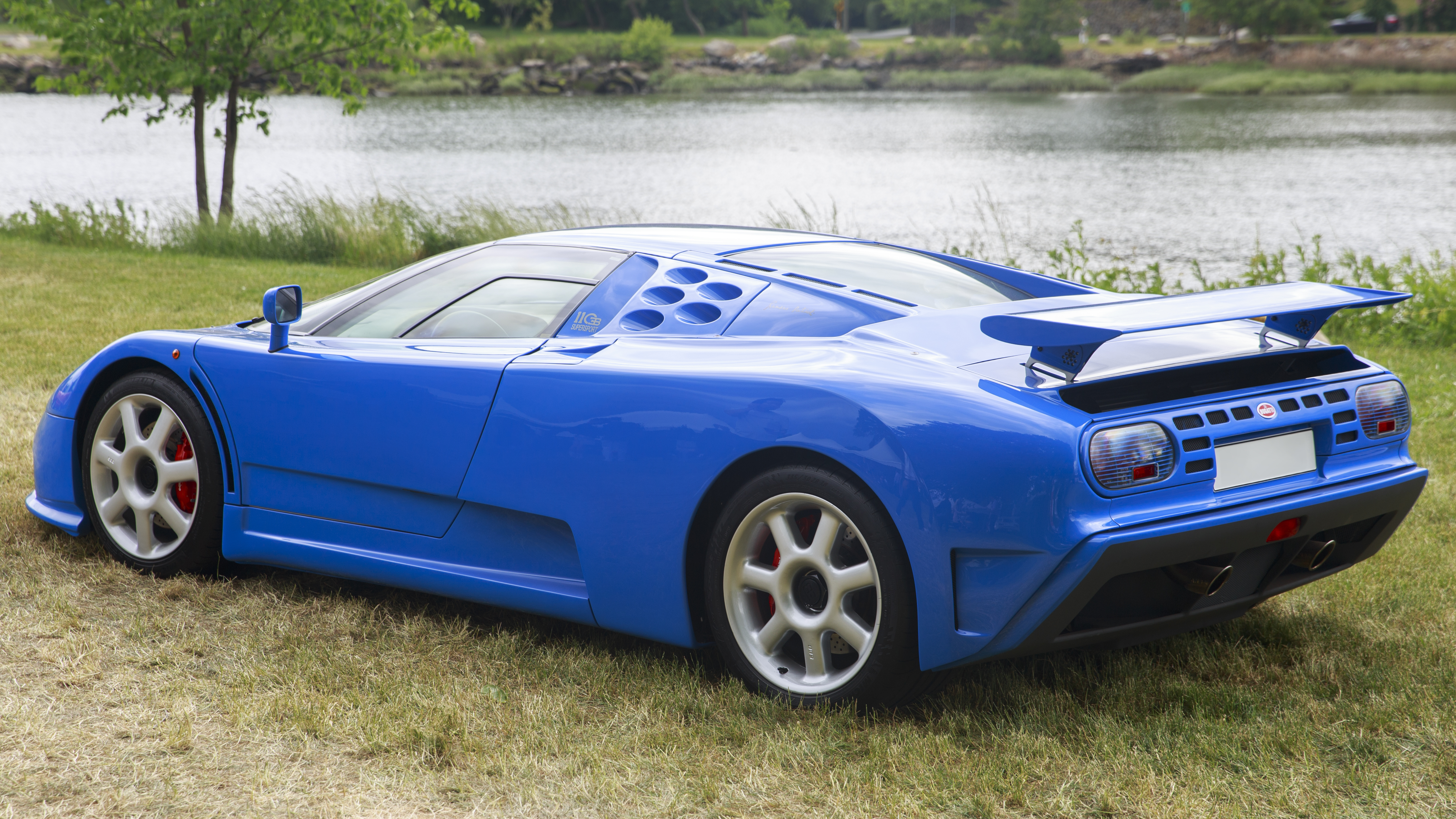
Arrière de la Bugatti EB110SS.

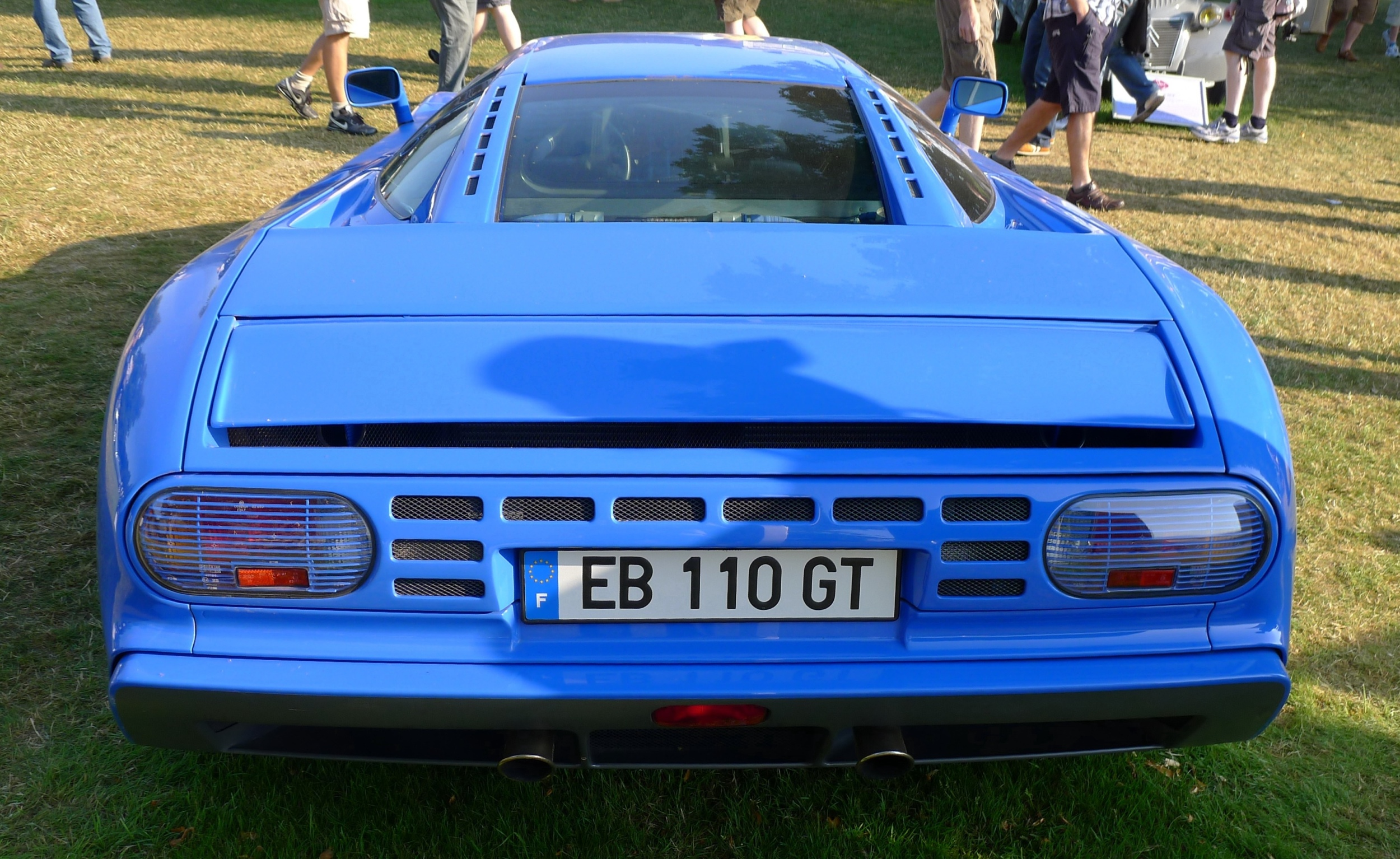
Arrière de la Bugatti EB110

Les suspensions et le châssis de l'EB110 ont repris des techniques issues de l'aéronautique. De même, le développement de la structure de l'auto a été confié à l'Aérospatiale, ce qui permit d'être intégralement en matériaux composites. Outre sa légèreté, l'emploi du carbone a permis d'obtenir une résistance à la torsion tout à fait exceptionnelle, sans rapport avec celle du châssis en aluminium à structure à nid d'abeille utilisé sur les premières voitures d'essai.
Le châssis de la Bugatti EB110 est fait en fibre de carbone renforcée de plastique (CFRP). Le corps est en métal léger, ainsi que de nombreuses parties de la suspension. l'EB110 SS a des parties de carrosserie faites de composants correspondant à de la fibre de carbone ou de la fibre d'aramide armée en plastique renforcé.
Le système d'ouverture des portières, dites « papillon » (il s'agit d'ouverture en élytre), est particulier ; celles-ci se soulèvent et basculent vers l'avant jusqu'à un angle proche de la verticale, système que l'on retrouve notamment sur certains modèles de Lamborghini. Un aileron arrière s'élève automatiquement lorsque la vitesse devient importante, afin d'assurer une pression plus élevée sur l'essieu arrière du véhicule et donc assurer une meilleure stabilité. À faible vitesse, il est à-nouveau abaissé et escamoté pour ne pas perturber l'esthétique de la voiture. Le coefficient de traînée (Cx) est de 0,35.

## Récapitulatif
| Bugatti                             | EB110 GT                                                                                   | EB110 SS                                                                                   |
| ----------------------------------- | ------------------------------------------------------------------------------------------ | ------------------------------------------------------------------------------------------ |
| Années de production                | 1991-1994                                                                                  | 1992-1995                                                                                  |
| Exemplaires produits                | 95 exemplaires                                                                             | 31 exemplaires                                                                             |
| Nombre total d'exemplaires produits | 126 exemplaires                                                                            | 126 exemplaires                                                                            |
| Moteur                              | 12 cylindres en V, 4 turbo-compresseur IHI, 60 soupapes                                    | 12 cylindres en V, 4 turbo-compresseur IHI, 60 soupapes                                    |
| Cylindrée                           | 3 499 cm3                                                                                  | 3 499 cm3                                                                                  |
| Transmission                        | Aux 4 roues                                                                                | Aux 4 roues                                                                                |
| Puissance maximale                  | 404 kW (550 Ch) à 8000 tr/min                                                              | 441 kW (600 Ch) à 8250 tr/min                                                              |
| Taux de compression                 | 7.8 : 1                                                                                    | 7.8 : 1                                                                                    |
| Couple maximal                      | 611 N m à 4200 tr/min                                                                      | 650 N m à 4200 tr/min                                                                      |
| Distribution                        | Deux arbres à cames en têtes, entraînement par cascade de pignons, 5 soupapes par cylindre | Deux arbres à cames en têtes, entraînement par cascade de pignons, 5 soupapes par cylindre |
| Boîte de vitesses                   | 6 rapports, commande séquentielle                                                          | 6 rapports, commande séquentielle                                                          |
| Empattement                         | 2 550 mm                                                                                   | 2 550 mm                                                                                   |
| Dimensions (L x l x h)              | 4 400 x 1 940 x 1 115 mm                                                                   | 4 400 x 1 940 x 1 115 mm                                                                   |
| Poids à vide                        | 1 620 kg                                                                                   | 1 570 kg                                                                                   |
| Pneumatiques                        | Avant : 245/40 ZR 18 Michelin Arrière : 325/30 ZR 18 Michelin                              | Avant : 245/40 ZR 18 Michelin Arrière : 325/30 ZR 18 Michelin                              |
| Freinage                            | Disques ventilés Brembo Diamètre : avant 360 mm, arrière 330 mm                            | Disques ventilés Brembo Diamètre : avant 360 mm, arrière 330 mm                            |
| Accélération : 0-100 km/h           | 3.46 s                                                                                     | 3.26 s                                                                                     |
| Accélération : 0-160 km/h           | 7.0 s                                                                                      | 6.4 s                                                                                      |
| Vitesse maximale                    | 342 km/h                                                                                   | 355 km/h                                                                                   |
| Consommation de carburant           | 17,3l - 30,0l / 100 km                                                                     | 17,3l - 30,0l / 100 km                                                                     |

## Héritage

### Dauer EB 110

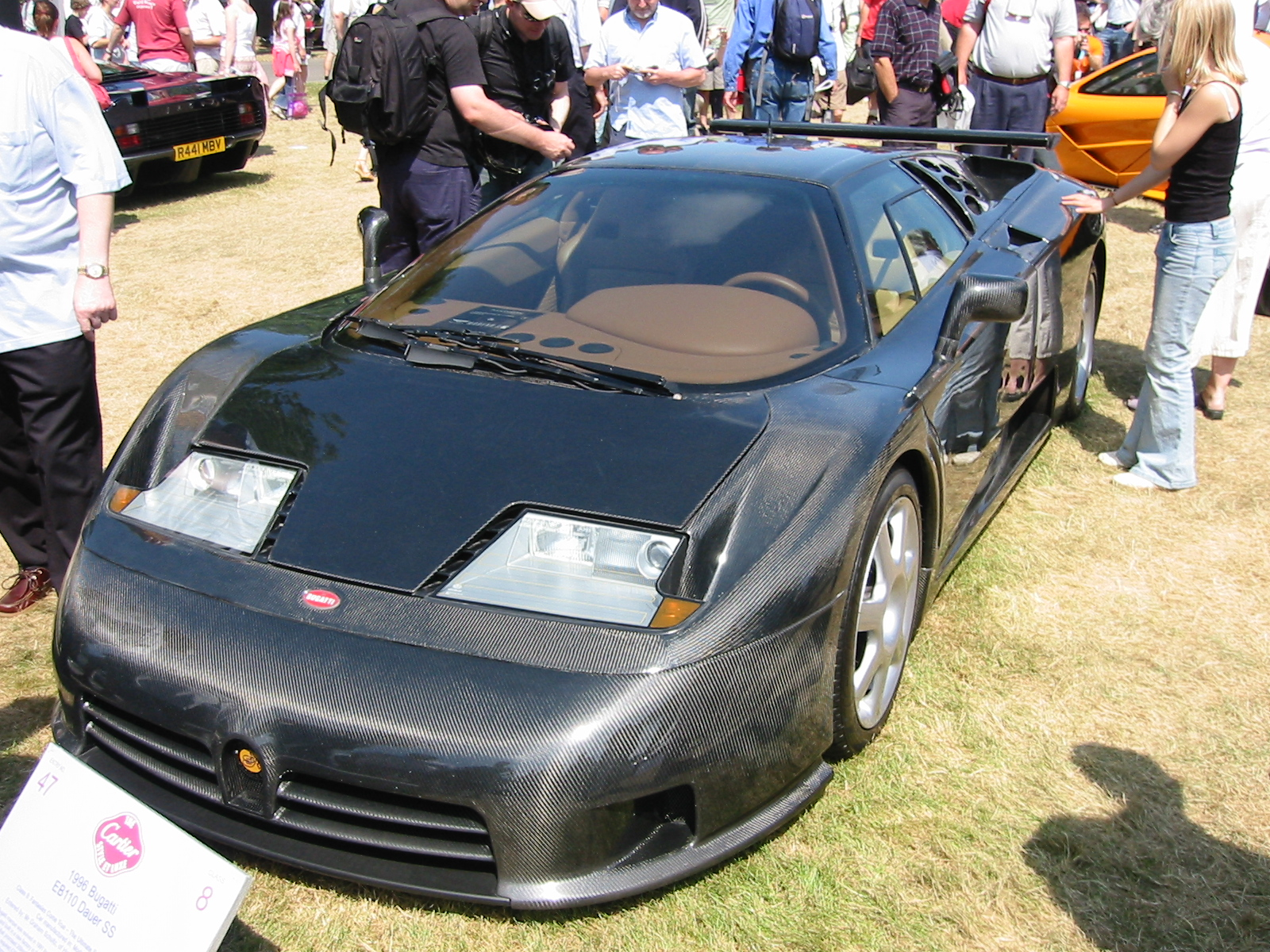
Dauer EB110

Dauer Sportwagen, entreprise de Nuremberg, en Allemagne, a acheté les stocks restants de pièces d'EB110 de l'usine Bugatti. Une liste complète des pièces de rechange en catalogue, avec les diagrammes de construction et les numéros de pièces sont maintenant accessibles chez Dauer Sportwagen. La société a utilisé les quelques châssis non construits pour produire en édition limitée la Dauer EB110.
La voiture révisée pèse beaucoup moins lourd que l'originale EB 110 (économie de 200 kg), malgré l'adoption du pare-chocs plus imposant à l'américaine, qui protège mieux la voiture. La traverse derrière les pare-chocs, permettant l'absorption d'une bonne partie de l'énergie d'un accident, est en fibre de carbone.
Le moteur est très légèrement évolué par rapport à celui de la Bugatti et développe maintenant 645 ch (705 ch en option). La Dauer atteint les 100 km/h en 3,3 s, le kilomètre départ arrêté en moins de 19 s, avec une vitesse maximale revendiquée de 370 km/h.
Dans le détail, une EB110 GT et deux EB110 SS sont construites entre 2001 et 2002 avec une quasi similitude avec les originales EB110. Puis 6 Dauer EB110 SS sont fabriquées entre 2002 et 2005.

### Edonis
La marque B.Engineering rachète des châssis et des moteurs d'EB110 afin de construire leur propre supercar l'Edonis. L'auto sera présentée à minuit le 1er janvier 2000. Mais faute d'un prix trop élevé et d'un manque d'image, elle ne connaîtra aucun succès.

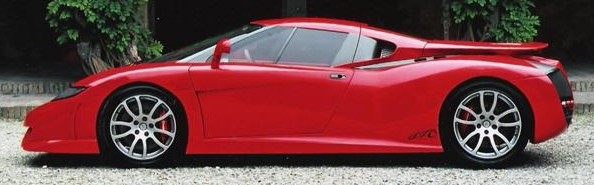
B.Engineering Edonis.

## Compétition
Deux modèles uniques furent réalisés pour la compétition: le premier participa aux 24 heures du Mans et le second fut engagé dans le championnat Américain IMSA. En 2019, ces deux voitures furent réunies pour un essai vidéo sur piste avec Loris Bicocchi au volant, pilote d'essai du modèle à l'époque de sa fabrication ainsi que le youtubeur Davide Cironi.

### Résultats aux 24 heures du Mans
| Année | Équipe         | Pilotes                                           | Résultat |
| ----- | -------------- | ------------------------------------------------- | -------- |
| 1994  | Michel Hommell | Eric Hélary Jean-Christophe Boullion Alain Cudini | Abandon  |